# Дандаррек (Північна Кароліна)
Дандаррек (англ. Dundarrach) — переписна місцевість (CDP) в США, в окрузі Гоук штату Північна Кароліна. Населення — 34 особи (2020).

## Географія
Дандаррек розташований за координатами 34°55′29″ пн. ш. 79°9′27″ зх. д. / 34.92472° пн. ш. 79.15750° зх. д. (34.924666, -79.157461).  За даними Бюро перепису населення США в 2010 році переписна місцевість мала площу 3,41 км², уся площа — суходіл.

## Демографія
Згідно з переписом 2010 року, у переписній місцевості мешкала 41 особа в 18 домогосподарствах у складі 12 родин. Густота населення становила 12 осіб/км².  Було 21 помешкання (6/км²).
Расовий склад населення:
| - 78,0 % — білих - 14,6 % — чорних або афроамериканців - 7,3 % — корінних американців |

До двох чи більше рас належало 0,0 %. Частка іспаномовних становила 0,0 % від усіх жителів.
За віковим діапазоном населення розподілялося таким чином: 12,2 % — особи молодші 18 років, 65,8 % — особи у віці 18—64 років, 22,0 % — особи у віці 65 років та старші. Медіана віку мешканця становила 51,5 року. На 100 осіб жіночої статі у переписній місцевості припадало 95,2 чоловіків;  на 100 жінок у віці від 18 років та старших — 89,5 чоловіків також старших 18 років.
Цивільне працевлаштоване населення становило 8 осіб. Основні галузі зайнятості: транспорт — 100,0 %.